# German Design Award
Il Design Award della Repubblica Federale di Germania (in tedesco: Designpreis der Bundesrepublik Deutschland) è il premio ufficiale per il design in Germania presentato dal Ministero tedesco per l'economia e la tecnologia. Il premio è stato assegnato per la prima volta con il nome di "Federal Award for Good Design" nel 1969 e successivamente ogni due anni. Inoltre, il focus del premio è stato cambiato di volta in volta. Il nome del premio è stato cambiato per la prima volta nel 1992. Successivamente, il Federal Product Design Award e il Federal Award Promoter of Design, che è andato a una personalità per i risultati nel campo del design, sono stati presentati ogni anno. Dal 2006, è stato chiamato il Design Award della Repubblica Federale di Germania e viene assegnato per i risultati eccezionali nel campo del design di prodotto e comunicazione, e ad una personalità nel settore del design. Dal 2012, il concorso a premi è gestito da DMY Berlin GmbH & Co. KG.
Un'azienda può partecipare al concorso per il Design Award solo se il suo prodotto ha già ricevuto un premio di design nazionale o internazionale. Un'altra condizione preliminare per l'ammissione è che le aziende devono essere state nominate dai Ministeri e Senatori degli Stati Federali o dal Ministero Federale dell'Economia e della Tecnologia.

## German Design Awards del German Design Council
Dal 2012, il German Design Council ospita i German Design Awards, che premiano prodotti e progetti innovativi, i loro produttori e designer nel settore del design internazionale. Al concorso possono partecipare solo i nominati formalmente. I criteri di valutazione per la nomina includono il concetto di sostenibilità, estetica, durata e funzionalità.